# Lepidocephalus coromandelensis
Lepidocephalus coromandelensis es una especie de peces de la familia Cobitidae en el orden de los Cypriniformes.

## Morfología
• Los machos pueden llegar alcanzar los 5,7 cm de longitud total.

## Hábitat
Vive en zonas de clima tropical.

## Distribución geográfica
Se encuentra en Andhra Pradesh (India ).